# Beat Breu
Beat Breu (São Galo, 23 de outubro de 1957) é um ex-ciclista suíço.

## Biografia
Profissional de 1979 a 1995 ganhou duas etapas do Tour de France de 1982, uma etapa do Giro de Itália de 1981 e duas Volta a Suíça. Estava considerado como um dos melhores escaladores da época.
Participou em provas de ciclocross e em duas ocasiões, em 1988 e 1994, converteu-se em campeão suíço desta disciplina.

## Palmarés
| 1981 - Volta à Suíça, mais 2 etapas - Campeonato de Zurique - 1 etapa do Giro de Itália 1982 - 1 etapa da Volta à Suíça - 2 etapas do Tour de France 1984 - 1 etapa da Volta à Suíça | 1987 - 1 etapa do Tour de Romandia 1988 - Campeão da Suíça de ciclocross - 3.º no Campeonato Mundial de Ciclocross 1989 - Volta à Suíça, mais 1 etapa 1994 - Campeão da Suíça de ciclocross |

## Resultados nas grandes voltas
| Corrida            | 1979 | 1980 | 1981 | 1982 | 1983 | 1984 | 1985 | 1986 | 1987 | 1988 | 1989 | 1990 | 1991 | 1992 | 1993 | 1994 | 1995 |
| ------------------ | ---- | ---- | ---- | ---- | ---- | ---- | ---- | ---- | ---- | ---- | ---- | ---- | ---- | ---- | ---- | ---- | ---- |
| Giro d'Italia      | 23.º | -    | 8.º  | -    | -    | 8.º  | -    | -    | -    | 11.º | -    | -    | -    | -    | -    | -    | -    |
| Tour de France     | -    | -    | -    | 6.º  | 22.º | 43.º | 23.º | 74.º | 26.º | -    | 21.º | 42.º | -    | -    | -    | -    | -    |
| Volta a Espanha    | -    | -    | -    | -    | -    | -    | -    | -    | -    | -    | -    | -    | -    | -    | -    | -    | -    |
| Mundial em Estrada | -    | -    | -    | -    | -    | -    | -    | -    | -    | -    | -    | -    | -    | -    | -    | -    | -    |

-: não participa
Ab.: abandono